# Halosbaena fortunata
Halosbaena fortunata är en kräftdjursart som beskrevs av Bowman och Thomas M. Iliffe 1986. Halosbaena fortunata ingår i släktet Halosbaena och familjen Halosbaenidae. Inga underarter finns listade i Catalogue of Life.